# كويزي أطلسي
كويزي أطلسي (الاسم العلمي: Cantharellus atlanticus) هو نوع من الفطريات يتبع جنس الكويزي من فصيلة الكويزية.